# 1882 en rugby à XV
Cette page présente les faits marquants de l'année 1882 en rugby à XV : les principaux évènements liés au rugby à XV ainsi que les naissances et décès de grandes personnalités de ce sport.

## Événements
De nouvelles règles du rugby sont publiées en 1882 : Laws of the Rugby Football Union.

### Janvier
- 28 janvier : les confrontations entre l'Irlande et le pays de Galles débutent sur le plan international avec un match disputé au stade de Lansdowne Road à Dublin avec la première victoire galloise 2 à 0 (quatre essais et deux transformations)[1] en match international[2].

### Février
- 6 février : l'Angleterre et l'Irlande font match nul sur un score vierge lors du test match disputé à Dublin malgré deux essais marqué de part et d'autre[3].
- 18 février : malgré les deux essais écossais, l'Écosse et l'Irlande font un match nul sans point lors du test match disputé à Hamilton Crescent à Glasgow[4].

### Mars
- 4 mars : l'Écosse bat l'Angleterre sur le score de 2 à 0 lors du test match disputé à Manchester[5].

### Décembre
- 16 décembre : les Gallois reçoivent l'Angleterre dans le St Helens Rugby and Cricket Ground à Swansea dans le cadre du premier match du Tournoi. Ils sont défaits sur le score de 10 à 0 devant 3 000 spectateurs[6].

## Naissances
- 26 janvier : André Rischmann, joueur de rugby français. († 9 novembre 1955).
- 29 avril : Tom Richards, joueur de rugby australien. († 25 septembre 1935).